# Gunung Beutong (berg i Indonesien, lat 4,49, long 96,56)
Gunung Beutong är ett berg i Indonesien.   Det ligger i provinsen Aceh, i den västra delen av landet, 1 600 km nordväst om huvudstaden Jakarta. Toppen på Gunung Beutong är 1 572 meter över havet, eller 78 meter över den omgivande terrängen. Bredden vid basen är 0,85 km.
Terrängen runt Gunung Beutong är huvudsakligen kuperad, men västerut är den bergig.Runt Gunung Beutong är det ganska glesbefolkat, med 47 invånare per kvadratkilometer. I omgivningarna runt Gunung Beutong växer i huvudsak städsegrön lövskog.